# Alongamento (asa)
Em aerodinâmica e aeronáutica, o alongamento de uma asa refere-se à relação entre a envergadura e a corda da mesma. Uma asa de grande alongamento é fina e longa, enquanto que uma asa de pouco alongamento é mais espessa e com menor envergadura. Porém, na maioria das asas atuais, a corda não é constante ao longo da envergadura. Nesse caso, o alongamento é definido como a relação entre o quadrado da envergadura e a área alar.

## Definição

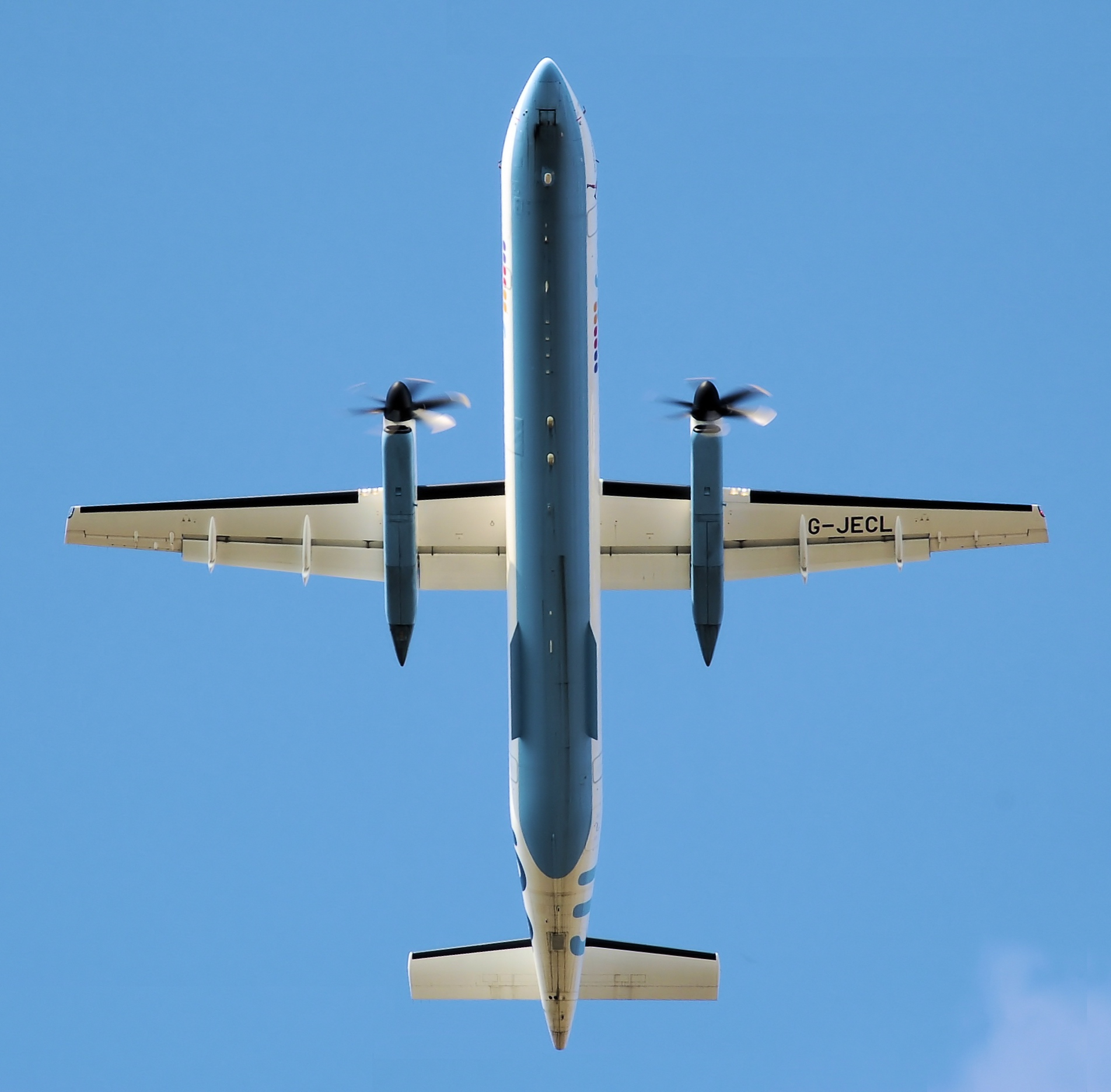
Asas de grande alongamento de um Bombardier Dash 8 Q-400.

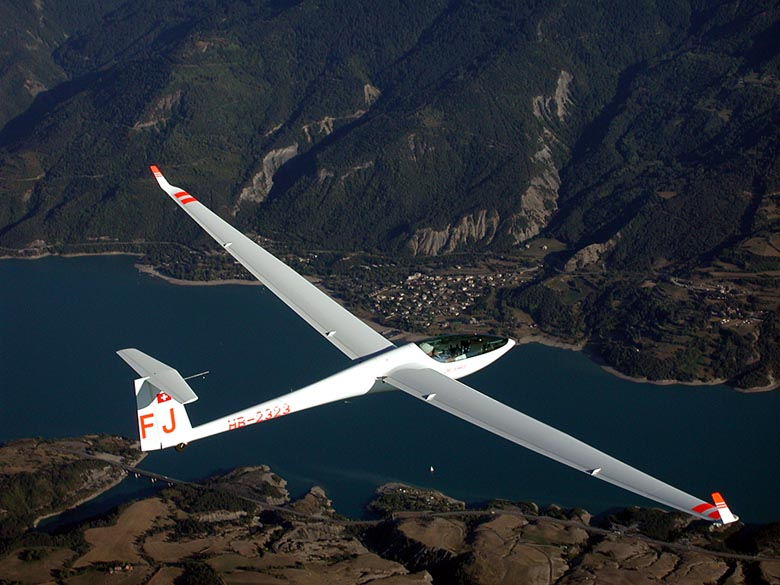
Asas de grande alongamento em um planador Glaser-Dirks DG-808.

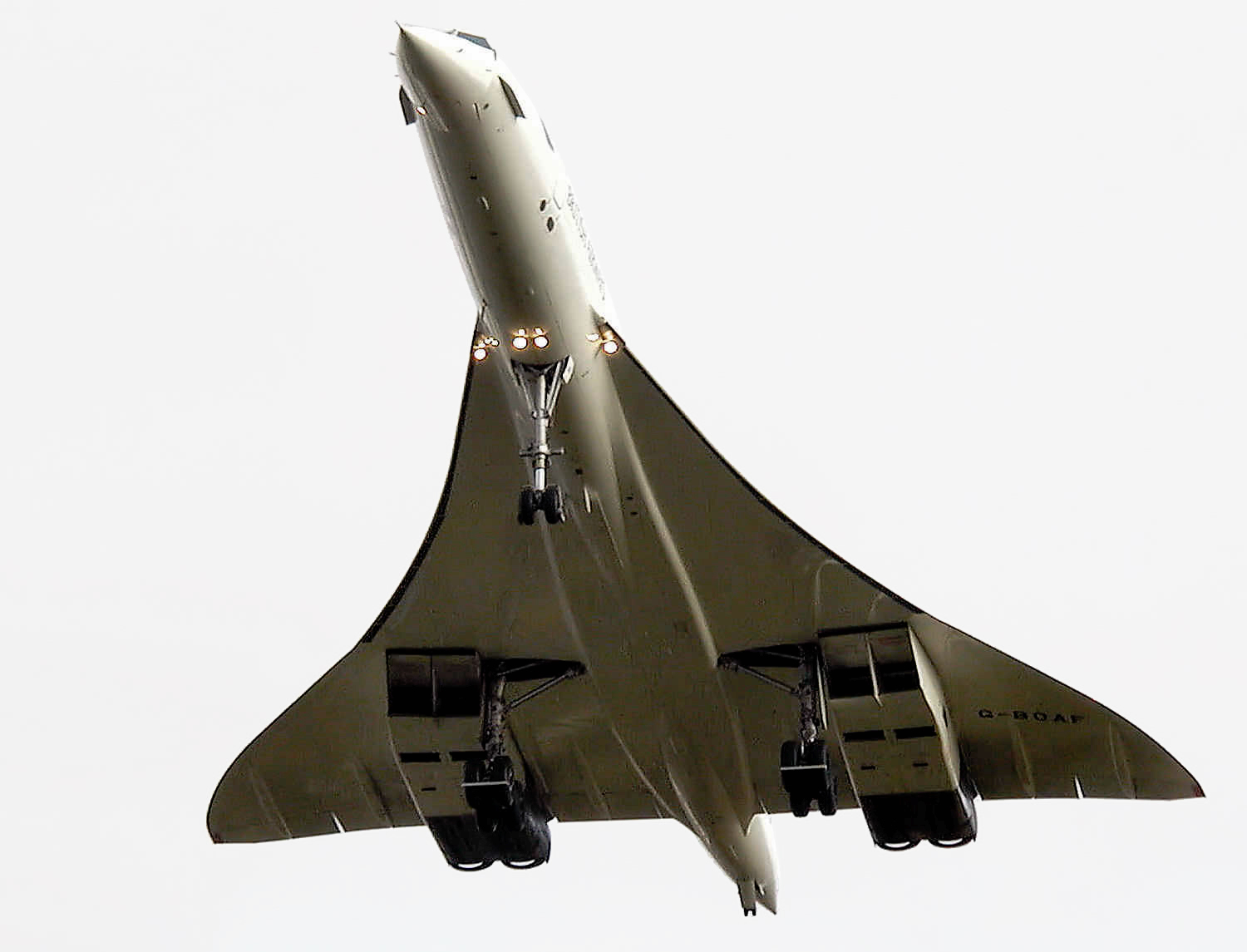
Asas de alongamento muito baixo do Concorde.

A fórmula matemática básica para se determinar o alongamento de uma asa é a seguinte:

{\displaystyle A={b \over CMG}}
Na qual,
A é o alongamento;
b é a envergadura;
CMG é a corda média geométrica da asa.
No entanto, como a corda normalmente varia ao longo da envergadura, uma outra fórmula normalmente utilizada é:
{\displaystyle A={b^{2} \over S}}
Onde,
b é a envergadura;
S é a área alar.

## Alongamento em asas de aviões
O alongamento afeta diretamente a performance de uma aeronave. Para uma dada área de asa, o alongamento é proporcional ao quadrado da envergadura, que por sua vez está ligada à performance.
Pode-se imaginar que um avião em voo afeta uma porção cilíndrica de ar, cujo diâmetro é igual à envergadura. Para uma asa com pouco alongamento, e portanto com envergadura menor, a massa de ar afetada será menor, portanto, maior a força com que a asa deverá deslocar o ar para gerar sustentação suficiente. Nesse caso, a diferença de pressão entre o intradorso e o extradorso do aerofólio deverá ser maior, o que por sua vez exige que a aeronave desenvolva maior velocidade e também gera maior arrasto induzido e maior carga alar. O arrasto induzido é causado pela diferença de pressão entre as superfícies inferior e superior da asa, manifestando-se na forma de vórtices de ponta de asa.
Ao se utilizar uma asa com maior alongamento, obtém-se um "cilindro" de ar de maior diâmetro, ou seja, a asa afetará uma massa maior de ar para uma mesma área alar. Nesse caso, menor a diferença de pressão necessária para manter a aeronave no ar, e portanto, menor o arrasto induzido e a carga alar. Asas alongadas também permitem que o avião mantenha voo com velocidade menor.
O alongamento da asa também afeta a estabilidade lateral da aeronave. A maior distância entre os ailerons e a fuselagem, e a maior inércia da estrutura fazem com que o comando de rolagem seja mais lento. Em aeronaves comerciais, nas quais o conforto dos passageiros é prioritário, asas de maior alongamento são desejáveis. Já em aeronaves militares e de acrobacia, que precisam fazer movimentos rápidos, geralmente usam-se asas com pouco alongamento.

### Aplicação prática
Asas de maior alongamento geralmente são utilizadas em aviões que necessitam grande eficiência aerodinâmica, como planadores e jatos modernos que voam em grande altitude, como os Citation X e os Boeing 737 NG. No caso dos planadores, o menor arrasto induzido proporcionado pelo maior alongamento é de grande importância, pois permite que o avião tenha uma maior razão de planeio.
Aviões de alta velocidade e aviões de caça, por sua vez, tendem a apresentar asas de pouco alongamento, visto que estas produzem menor arrasto parasita. O arrasto parasita é causado pela resistência do ar à área frontal da estrutura da aeronave. Como a área frontal aumenta com o aumento da envergadura, asas de maior alongamento também produzem maior arrasto parasita.
Asas de menor alongamento também têm a vantagem de possuírem maior volume interno, o qual pode ser utilizado para acondicionar tanques de combustível, trens de pouso e sistemas de flapes e slats.

### Asas de alongamento variável

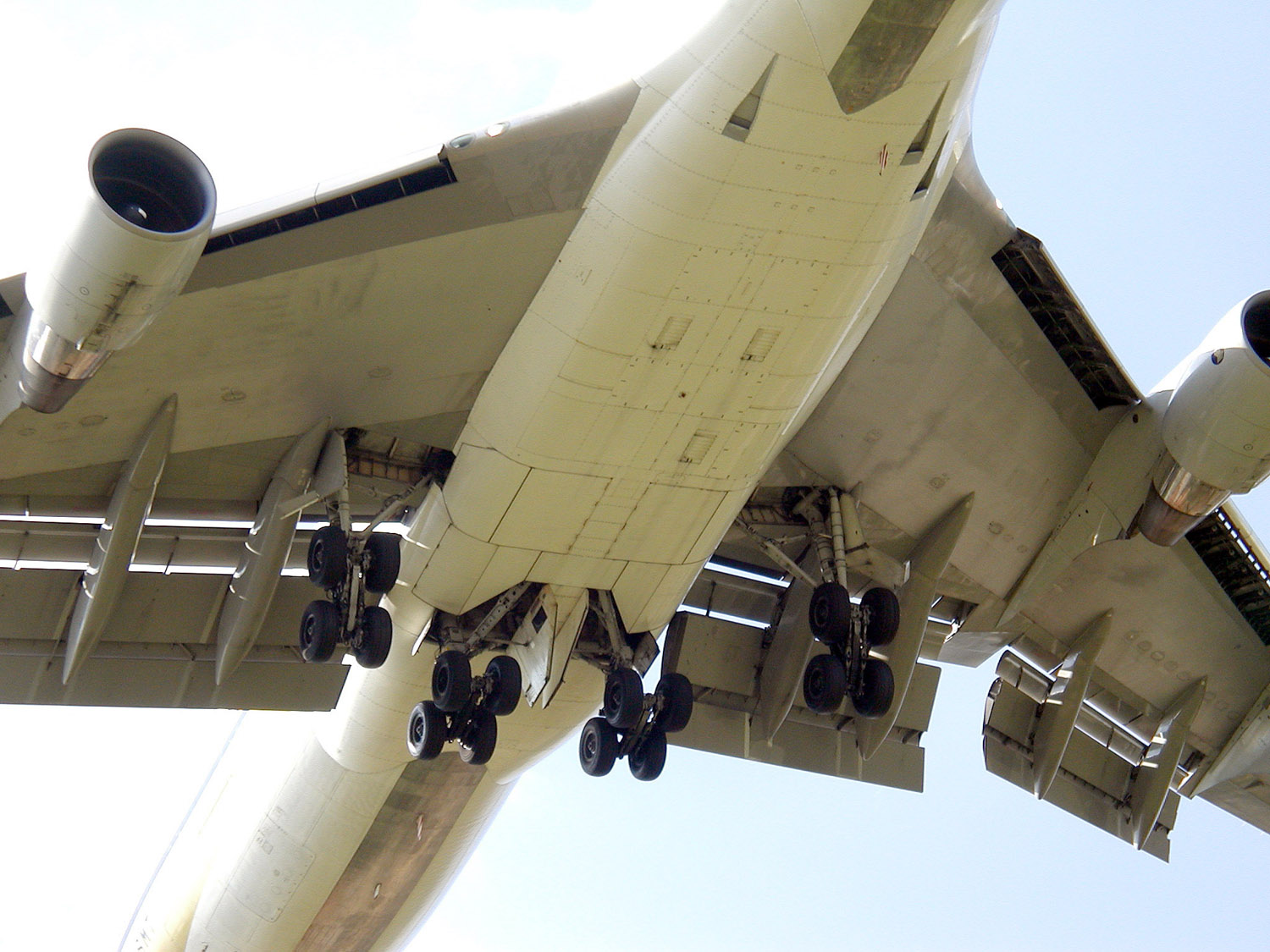
Boeing 747 com flapes fowler estendidos.

É possível variar o alongamento de uma asa em voo. O exemplo mais comum é a utilização de flapes tipo fowler, muito comuns em jatos comerciais de médio e grande porte. Por se estenderem para trás, aumentam a área alar, consequentemente diminuindo seu alongamento. Um dos efeitos mais perceptíveis é o grande aumento no arrasto induzido durante decolagens e pousos, situações nas quais os flapes são normalmente utilizados. Os vórtices de ponta de asa causados por esse arrasto induzido originam uma forte esteira de turbulência, que subsiste por vários minutos após a decolagem ou pouso da aeronave.

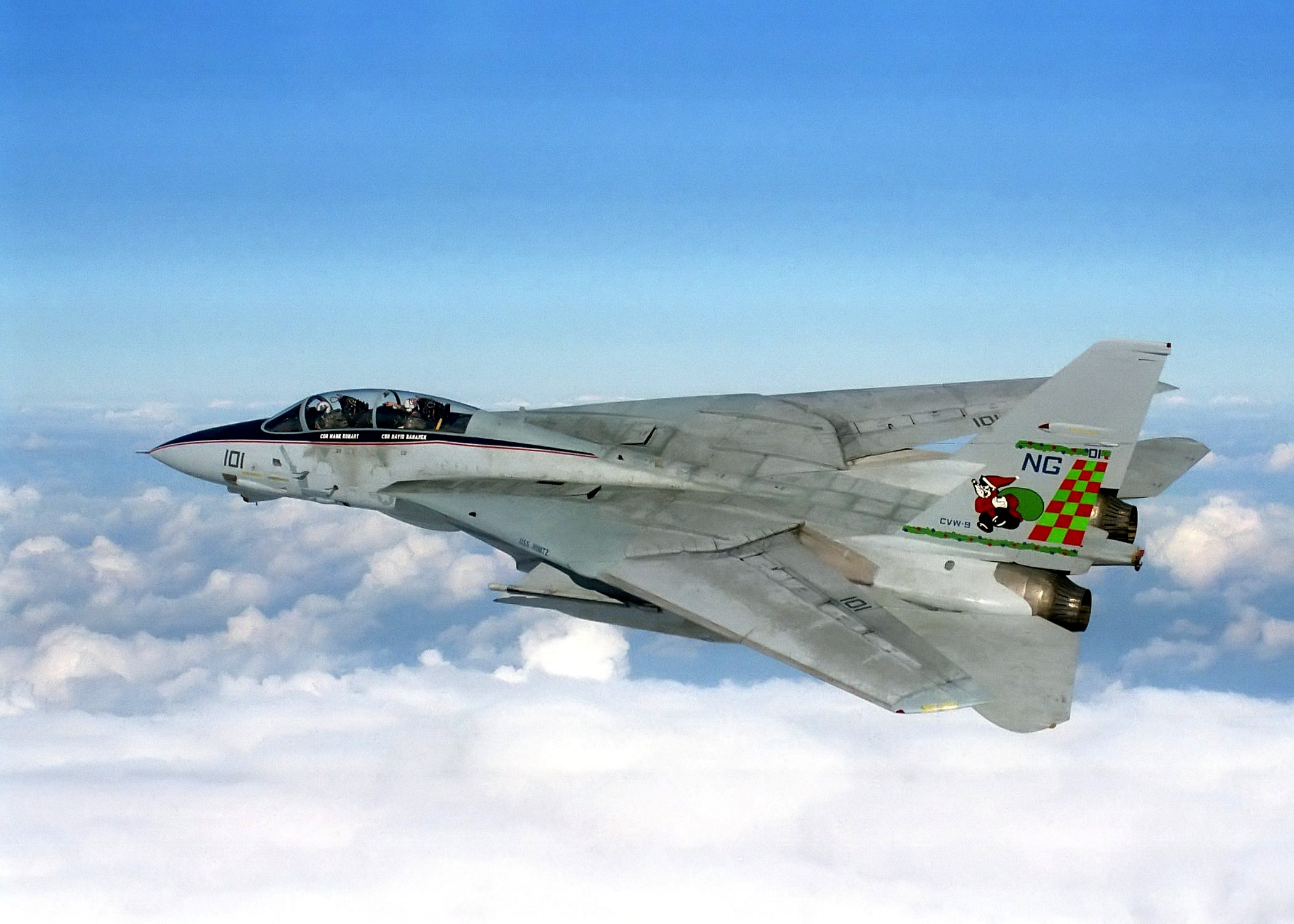
F-14 Tomcat com asas fechadas.

Existem também aviões de geometria variável, que mudam o alongamento de suas asas variando a envergadura. O exemplo mais conhecido é o jato militar americano Grumman F-14 Tomcat. O F-14 mantinha as asas "abertas" durante decolagens, pousos e voos em baixa velocidade, beneficiando-se assim do menor arrasto induzido das asas alongadas. Elas eram "fechadas" durante voos de alta velocidade, principalmente transônicos e supersônicos. Isso porque, quando voando a velocidades próximas à do som, asas de maior alongamento e pequeno ângulo de enflechamento produzem ondas de choque, que provocam o descolamento da camada limite e consequentemente um forte aumento no arrasto. Fechadas, as asas apresentam pouco alongamento, o que combinado com o maior ângulo de enflechamento, permitem ao avião alcançar velocidades supersônicas.

## Alongamento em asas de pássaros

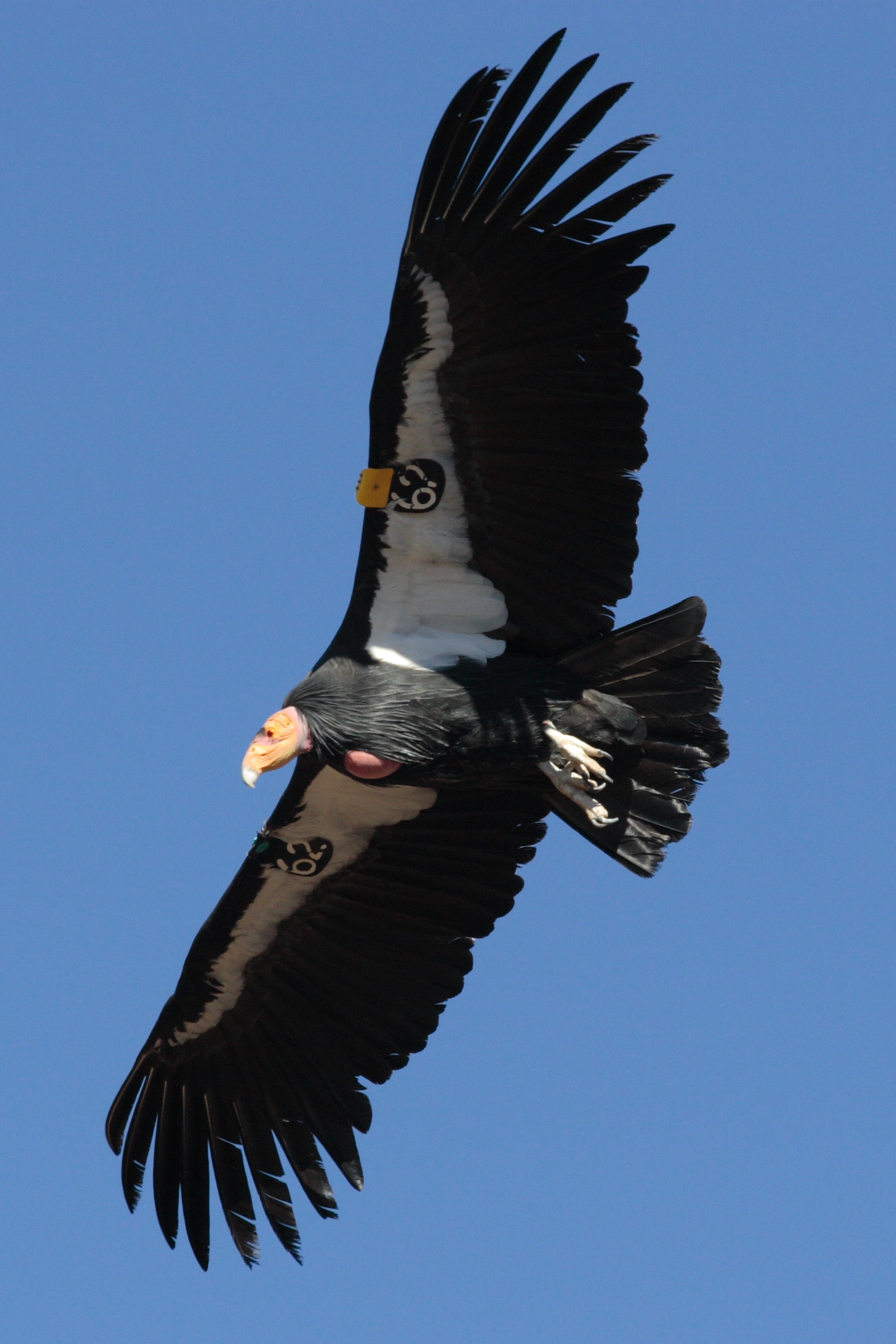
Asas de grande alongamento de um condor.

O alongamento das asas também varia entre as diferentes espécies de aves. A maior parte das aves migratórias, assim como condores e albatrozes, por exemplo, possuem asas de grande alongamento. Há também aves com asas de pouco alongamento, como o gavião-da-europa, cujas asas mais curtas permitem maior agilidade.